# Unione Sportiva Foggia 2009-2010
Questa pagina raccoglie i dati riguardanti l'Unione Sportiva Foggia nelle competizioni ufficiali della stagione 2009-2010.

## Stagione
Nel campionato di Lega Pro Prima Divisione il Foggia si è classificato al quindicesimo posto nel girone B con 41 punti e si è salvato dopo aver vinto il Play-out contro il Pescina, hanno vinto (1-2) le squadra in trasferta, ma si è salvato il Foggia perché meglio piazzato in campionato. Il Foggia ha dovuto scontare anche un punto di penalizzazione, senza il quale avrebbe evitato i Play-out. Nel girone di andata i rossoneri hanno raccolto 19 punti allenati da Antonio Porta, nel girone di ritorno allenati da Guido Ugolotti hanno raccolto22 punti.
Nella Coppa Italia nazionale i satanelli hanno superato la Viterbese nel primo turno, vincendo (3-1) in casa, poi sono stati eliminati dalla Triestina perdendo al Rocco Trieste (1-0) dopo i tempi supplementari.
In Coppa Italia Lega Pro il Foggia viene eliminato nel primo turno dalla Juve Stabia perdendo in casa (3-4) dopo i tiri di rigore, con la gara terminata (0-0) dopo i tempi supplementari.

## Divise
| Casa | Trasferta |

## Rosa
| N. |                   | Ruolo | Calciatore         |
| -- | ----------------- | ----- | ------------------ |
|    | Italia (bandiera) | P     | Giacomo Bindi      |
|    | Italia (bandiera) | P     | Damiano Milan      |
|    | Italia (bandiera) | P     | Domenico Liccardi  |
|    | Italia (bandiera) | D     | Ivan Artipoli      |
|    | Italia (bandiera) | D     | Lorenzo Burzigotti |
|    | Italia (bandiera) | D     | Francesco Carbone  |
|    | Italia (bandiera) | D     | Luigi Cuomo        |
|    | Italia (bandiera) | D     | Andrea D'Agostino  |
|    | Italia (bandiera) | D     | Palmiro Di Dio     |
|    | Italia (bandiera) | D     | Vincenzo Sgambato  |
|    | Italia (bandiera) | D     | Andrea Torta       |
|    | Italia (bandiera) | D     | Emanuele Troise    |
|    | Italia (bandiera) | C     | Cristian Agnelli   |
|    | Italia (bandiera) | C     | Alessandro Basta   |
|    | Italia (bandiera) | C     | Davide Colomba     |
|    | Italia (bandiera) | C     | Tony D'Amico       |
|    | Italia (bandiera) | C     | Davide Desideri    |
|    | Italia (bandiera) | C     | Nunzio Di Roberto  |

| N. |                        | Ruolo | Calciatore              |
| -- | ---------------------- | ----- | ----------------------- |
|    | Italia (bandiera)      | C     | Roberto Goretti         |
|    | Italia (bandiera)      | C     | Nicola Mancino          |
|    | Italia (bandiera)      | C     | Franco Micco            |
|    | Italia (bandiera)      | C     | Francesco Millesi       |
|    | Italia (bandiera)      | C     | Carlo Raffaele Trezzi   |
|    | Italia (bandiera)      | C     | Francesco Mirko Velardi |
|    | Italia (bandiera)      | C     | Fabio Visone            |
|    | Argentina (bandiera)   | A     | Franco Caraccio         |
|    | Italia (bandiera)      | A     | Fabio Ceccarelli        |
|    | Italia (bandiera)      | A     | Antonio Compierchio     |
|    | Stati Uniti (bandiera) | A     | Gabriel Enzo Ferrari    |
|    | Italia (bandiera)      | A     | Domenico Germinale      |
|    | Italia (bandiera)      | A     | Italo Mattioli          |
|    | Italia (bandiera)      | A     | Alessandro Montechiari  |
|    | Italia (bandiera)      | A     | Emanuele Morini         |
|    | Italia (bandiera)      | A     | Matteo Quadrini         |
|    | Cile (bandiera)        | A     | Mario Salgado           |
|    | Italia (bandiera)      | A     | Salvatore Tarantino     |

## Risultati

### Lega Pro

#### Girone di andata
| Verona 23 agosto 2009, ore 15:00 CEST 1ª giornata | Verona                 | 0 – 0 | Foggia | Stadio Marcantonio Bentegodi\| Arbitro: \| Liotta (Caltanissetta) \| |
| Arbitro:                                          | Liotta (Caltanissetta) |       |        |                                                                      |

| Arbitro: | Borracci (San Benedetto del Tronto) |

|             |           |                |
| Velardi 81’ | Marcatori | 39’ Melchiorri |

| Arbitro: | Gambini (Roma) |

|  |           |            |
|  | Marcatori | 78’ Trezzi |

| Foggia 13 settembre 2009, ore 15:00 CEST 4ª giornata | Foggia            | 0 – 0 | Virtus Lanciano | Stadio Pino Zaccheria\| Arbitro: \| Vivenzi (Brescia) \| |
| Arbitro:                                             | Vivenzi (Brescia) |       |                 |                                                          |

| Arbitro: | Baratta (Salerno) |

|                                                      |           |              |
| Perna 12’ Cuomo 53’ (aut.) Piccioni 57’ Lacheheb 83’ | Marcatori | 78’ Quadrini |

| Arbitro: | Del Giovane (Albano Laziale) |

|             |           |                         |
| Goretti 31’ | Marcatori | 17’ Rossetti 70’ Packer |

| Arbitro: | De Faveri (San Donà di Piave) |

|                |           |                                               |
| Di Roberto 10’ | Marcatori | 23’ M. D'Ambrosio 87’ C. Tedesco 90+1’ Romano |

| Arbitro: | Merchiori (Ferrara) |

|                                                  |           |  |
| Scotto 17’ Porchia 27’ Biancolino 43’ Scotto 60’ | Marcatori |  |

| Foggia 18 ottobre 2009, ore 15:00 CEST 9ª giornata | Foggia           | 0 – 0 | Taranto | Stadio Pino Zaccheria\| Arbitro: \| Carbone (Napoli) \| |
| Arbitro:                                           | Carbone (Napoli) |       |         |                                                         |

| Arbitro: | Giacomelli (Trieste) |

|                                            |           |                                            |
| P. Rossi 37’ Alessi 49’ Stefani 69’ (rig.) | Marcatori | 8’ (aut.) Mei 43’ (rig.), 58’, 65’ Salgado |

| Arbitro: | Ostinelli (Como) |

|                                  |           |             |
| De Cesare 35’ (rig.) Lucenti 75’ | Marcatori | 78’ Mancino |

| Arbitro: | Viti (Campobasso) |

|                                   |           |  |
| Salgado 6’, 50’ (rig.) Trezzi 71’ | Marcatori |  |

| Arbitro: | Massa (Imperia) |

|                      |           |  |
| Choutos 1’ Berra 49’ | Marcatori |  |

| Arbitro: | Bagalini (Fermo) |

|                  |           |            |
| Mancino 36’, 49’ | Marcatori | 24’ Cunico |

| Pescara 19 novembre 2009, ore 15:00 CET 15ª giornata | Pescara                      | 0 – 0 | Foggia | Stadio Adriatico-Giovanni Cornacchia\| Arbitro: \| Ferraioli (Nocera Inferiore) \| |
| Arbitro:                                             | Ferraioli (Nocera Inferiore) |       |        |                                                                                    |

| Foggia 6 dicembre 2009, ore 15:00 CET 16ª giornata | Foggia                | 0 – 0 | Cavese | Stadio Pino Zaccheria\| Arbitro: \| Ruini (Reggio Emilia) \| |
| Arbitro:                                           | Ruini (Reggio Emilia) |       |        |                                                              |

| Ferrara 13 dicembre 2009, ore 15:00 CET 17ª giornata | SPAL              | 0 – 0 | Foggia | Stadio Paolo Mazza\| Arbitro: \| Barbeno (Brescia) \| |
| Arbitro:                                             | Barbeno (Brescia) |       |        |                                                       |

#### Girone di ritorno
| Arbitro: | Gallo (Barcellona Pozzo di Gotto) |

|  |           |                |
|  | Marcatori | 28’ C. Colombo |

| Arbitro: | Sguizzato (Verona) |

|                |           |                            |
| Melchiorri 11’ | Marcatori | 15’ Mancino 47’ Burzigotti |

| Arbitro: | Palazzino (Ciampino) |

|  |           |                  |
|  | Marcatori | 28’ Rizzi 90’ Sy |

| Lanciano 24 gennaio 2010, ore 15:00 CET 21ª giornata | Virtus Lanciano  | 0 – 0 | Foggia | Stadio Guido Biondi\| Arbitro: \| Bergher (Rovigo) \| |
| Arbitro:                                             | Bergher (Rovigo) |       |        |                                                       |

| Arbitro: | Di Francesco (Teramo) |

|            |           |                             |
| Visone 59’ | Marcatori | 34’ Concas 45’ E.G. Ferrari |

| Ravenna 13 febbraio 2010, ore 15:00 CET 22ª giornata | Ravenna             | 0 – 0 | Foggia | Stadio Bruno Benelli\| Arbitro: \| Di Paolo (Avezzano) \| |
| Arbitro:                                             | Di Paolo (Avezzano) |       |        |                                                           |

| Marcianise 21 febbraio 2010, ore 15:00 CET 24ª giornata | Real Marcianise  | 0 – 0 | Foggia | Stadio Progreditur\| Arbitro: \| Bolano (Livorno) \| |
| Arbitro:                                                | Bolano (Livorno) |       |        |                                                      |

| Arbitro: | Baratta (Salerno) |

|              |           |                                 |
| Desideri 44’ | Marcatori | 54’, 90+3’ Danti 65’ Biancolino |

| Taranto 7 marzo 2010, ore 15:00 CET 26ª giornata | Taranto         | 0 – 0 | Foggia | Stadio Erasmo Iacovone\| Arbitro: \| Massa (Imperia) \| |
| Arbitro:                                         | Massa (Imperia) |       |        |                                                         |

| Arbitro: | Corletto (Castelfranco Veneto) |

|                                |           |            |
| Desideri 17’ F. Ceccarelli 22’ | Marcatori | 36’ Alessi |

| Arbitro: | Mariani (Aprilia) |

|  |           |                   |
|  | Marcatori | 19’ F. Ceccarelli |

| Arbitro: | Barbeno (Brescia) |

|             |           |               |
| Colomba 31’ | Marcatori | 80’ De Simone |

| Arbitro: | Bietolini (Firenze) |

|                            |           |  |
| Burzigotti 47’ Colomba 80’ | Marcatori |  |

| Arbitro: | Irrati (Pistoia) |

|                |           |                |
| V. Espinal 86’ | Marcatori | 61’ Burzigotti |

| Arbitro: | Ostinelli (Como) |

|             |           |  |
| Millesi 23’ | Marcatori |  |

| Cava de' Tirreni 2 maggio 2010, ore 15:00 CEST 33ª giornata | Cavese           | 0 – 0 | Foggia | Stadio Simonetta Lamberti\| Arbitro: \| Bagalini (Fermo) \| |
| Arbitro:                                                    | Bagalini (Fermo) |       |        |                                                             |

| Arbitro: | Zanichelli (Genova) |

|  |           |                                               |
|  | Marcatori | 45’ Meloni 75’ (rig.) Cipriani 79’ Migliorini |

### Play-out
| Arbitro: | Del Giovane (Albano Laziale) |

|              |           |                        |
| Rebecchi 52’ | Marcatori | 9’ Mancino 25’ Millesi |

| Arbitro: | Tidona (Torino) |

|                |           |                            |
| Caraccio 90+5’ | Marcatori | 17’ Dall'Acqua 68’ Cipolla |

### Coppa Italia
| Arbitro: | Zeoli (Napoli) |

|                                           |           |                     |
| Lustrissimi 16’ (aut.) Germinale 40’, 71’ | Marcatori | 77’ (rig.) Ferretti |

| Arbitro: | Tommasi (Bassano del Grappa) |

|                    |           |  |
| Godeas 102’ (rig.) | Marcatori |  |

### Coppa Italia di Lega Pro
| Arbitro: | D'Iasio (Matera) |

|                                                   |                      |                                         |
| Salgado Quadrini Velardi S. Tarantino Compierchio | Tiri di rigore 3 – 4 | Rinaldi Vicentin Grieco M. Gritti Mineo |